# سنتوری
سنتوری یا علی سنتوری فیلمی ایرانی در ژانر درام است. این فیلم ساخته داریوش مهرجویی در سال ۱۳۸۵ خورشیدی است. سنتوری فیلمی است اجتماعی با رویکردی انتقادی که تم اصلی آن تضاد سنت و مدرنیته در جامعه امروز ایران و موضوع آن سقوط هنرمند و خودویرانگری او در جامعه‌ای است که هنر واقعی را برنمی‌تابد و مدام آن را محدود و سرکوب می‌کند. این فیلم توسط وزارت فرهنگ و ارشاد اسلامی توقیف شد و از اکران بازماند. و پس از سانسور بخش‌هایی از آن در سال ۱۳۸۹ در شبکه نمایش خانگی پخش شد.
خواننده این فیلم محسن چاوشی است. آلبوم سنتوری اقتباسی از این فیلم است. خیلی‌ها این فیلم را با ترانه «سنگ صبور» می‌شناسند. بعضی از قسمتهای فیلم بهرام رادان و اردوان کامکار سنتور می‌نوازند.
فیلم برداشتی آزاد از عقاید یک دلقک نوشته هاینریش بل است. همچنین خاطرات خانوادگی رامین اسکندری نویسنده غیر حرفه‌ای شیراز در یاداشت‌هایی تحت عنوان بهار سیاه دستمایه اصلی فیلمنامه‌ای شد در ارتباط با زندگی نافرجام برادر ناکام بزرگترش، پیمان اسکندری که در اوج هنر و تحصیل به بیراهه و اعتیاد افتاد و عشقی اشتباه علی‌رغم تلاش خانواده و نزدیکان او را تا مرگ سوق داد. این خاطرات توسط اداره آموزش پرورش مرودشت در اختیار نویسنده علی سنتوری قرار گرفت که با رضایت قضایی خانواده پیمان اسکندری و پرهیز از بیان و پرداخت مرگ مشکوک و ناگهانی وی که در سال ۸۲ به‌عنوان یکی از پرونده‌های کیفری پر سر و صدا اما بی فرجام دادگستری شیراز مطرح بوده، دستمایه اصلی تدوین فیلم نامه علی سنتوری شد.
در زمستان ۱۳۹۳، پروژه ساخت سنتوری ۲ به کارگردانی داریوش مهرجویی آغاز شد. این فیلم قرار بود در راستای خط داستانی فیلم سنتوری ساخته شود ولی به سرانجام نرسید.

## خلاصه داستان
علی از یک خانوادهٔ مذهبی و بازاری است و به سنتور علاقهٔ زیادی دارد، وقتی شیفتگی او فاش می‌شود، ناچار بین خانواده و سنتور، دومی را انتخاب کرده و از خانواده رانده می‌شود. علی در موسیقی چنان تبحری پیدا می‌کند که شهرهٔ عام و خاص می‌شود و کنسرت‌هایش با استقبال غیرمنتظره ای روبرو می‌شود. علی در اوج موفقیت، عاشق هانیه می‌شود و با او ازدواج می‌کند، اما در غفلت و بی‌توجهی رفته رفته به دام اعتیاد گرفتار شده و سپس بدبیاری‌هایش آغاز می‌شود، کنسرت‌هایش مجوز نمی‌گیرد و ناگزیر برای ادامهٔ زندگی از طریق خواندن و نواختن در عروسی‌ها زندگی را می‌گذراند. امّا یک روز در یک درگیری، سازش می‌شکند و از آن پس او، که همسرش نیز رهایش کرده‌است، آواره شده و به کارتن خواب‌ها می‌پیوندد اما سرانجام خانواده به یاریش شتافته و او را به آسایشگاه ترک اعتیاد می‌برند و از این پس علی بدون دغدغه، بار دیگر سنتور می‌نوازد.

## تولید و پخش
نام این فیلم نخست علی سنتوری بود و به دلیل ممیزی به سنتوری تغییر پیدا کرد. سنتوری قرار بود در تاریخ ۳ مرداد ۱۳۸۶ اکران شود که به بهانه‌های مختلف از سوی وزارت ارشاد از جمله عدم توانایی کنترل جو سالن، اکران آن لغو شد. پس از هفت ماه سرنوشت اکران سنتوری همچنان در ابهام بود تا اینکه سی‌دی قاچاق آن به بازار آمد و واکنش‌های فراوان و متناقضی را برانگیخت. از سویی تهیه‌کننده از مردم خواست فیلم را نخرند و از سویی مسئولان عوامل فیلم و تهیه‌کننده را مقصر اصلی توزیع غیرمجاز فیلم دانستند. مهرجویی در مصاحبه‌ای عنوان کرد که نسخه‌ای که غیرقانونی منتشر شده با نسخه نهایی که آماده پخش بود متفاوت است و خرید آن را «شرعاً حرام» دانست. پس از انتشار سی‌دی سنتوری شماره حسابی از سوی تهیه‌کننده و کارگردان فیلم اعلام شد تا علاقه‌مندان بهای بلیت را به این شماره حساب واریز کنند تا عواید حاصل از این طرح صرف امور خیریه شود. این پیشنهاد مورد استقبال قابل توجهی قرار گرفت و بیش از ۱۰۰۰ میلیون ریال به شماره حساب فوق واریز شد. دیوان عدالت اداری در پی شکایت سازندگان فیلم پیرامون درخواست لغو ممنوعیت اکران فیلم مذکور و تصدیق خسارات وارده اجازه اکران یا عدم اجازه را حق وزارت ارشاد دانست. همچنین شکایت تصدیق خسارت موجه اعلام شد. بدین ترتیب امکان اکران این فیلم با توجه به مخالفت وزارت ارشاد منتفی شد. داریوش مهرجویی پیرامون ممنوعیت نمایش این فیلم توسط وزارت اطلاعات گفت:
در مورد فیلم «سنتوری»، آن را برداشتند قیمه‌قیمه کردند و سوزاندند؛ آن هم بدون هیچ دلیلی، فقط به دلیل غرض شخصی. من اینجا نکته‌ای را یادآوری کنم. برای اینکه فیلمی ساخته شود، اول از همه باید سه تا فیلم نامه به بخش فرهنگی فارابی بدهید. بعد سه نسخه از فیلم‌نامه را هم به وزارت ارشاد بفرستید. وزارت ارشاد هیئتی دارد که می‌نشینند و فیلم نامه را می‌خوانند. فارابی هم هیئتی دارد که کارشان همین است. بعد از بالا و پایین کردن‌های متعدد، بالاخره مجوز می‌دهند. بعد که کارگردان شروع به ساخت فیلم کرد، هیئتی می‌آید و مجوز ساخت می‌دهد. بعد که ساخت فیلم تمام شد، هیئتی دیگر اثر را بررسی می‌کند و به آن مجوز نمایش می‌دهد. بعد فیلم به جشنواره می‌رود. در جشنواره هیئت دیگری فیلم را می‌بیند، آن را بالا و پایین می‌کند و مجوز می‌دهد. بعد از آن هیئت داوران فیلم را می‌بینند و به آن جایزه می‌دهند و… می‌خواهم بگویم یک فیلم دو هزار مرحله را طی می‌کند تا ساخته شود! این چه صیغه‌ای است که می‌گویند فلان فیلم مجوز نداشته یا قابل نمایش نبوده؟! هر فیلمی تمام این مراحل را طی می‌کند تا ساخته شود. به هر حال با اینکه سنتوری از تمام این مراحل عبور کرد ولی اجازه نمایش پیدا نکرد. جناب وزیر عملاً ما را از نان خوردن انداخت!
سرانجام، پس از کشمکش‌های فراوان در مرداد ماه ۱۳۸۹، پس از سکته قلبی و مرگ نابه‌هنگام تهیه‌کننده آن فرامرز فرازمند در ۶۵ سالگی، مجوز اکران ویدئویی این فیلم صادر شد.
داریوش مهرجویی کارگردان این فیلم، نیز در روز ۲۲ مهر ماه سال ۱۴۰۲ در سن ۸۳ سالگی در خانه خود به قتل رسید. این قتل ضربه بزرگی به سینمای ایران و علاقه‌مندان به آن بود.

## بازیگران
| بازیگر          | نقش                 |
| --------------- | ------------------- |
| بهرام رادان     | علی بلورچی (سنتوری) |
| گلشیفته فراهانی | هانیه               |
| مسعود رایگان    | پدر علی             |
| رؤیا تیموریان   | مادر علی            |
| مائده طهماسبی   | مادر هانیه          |
| نادر سلیمانی    | برادر علی           |
| مهیار پورحسابی  | تمایل               |
| سیامک خواهانی   | جاوید               |
| محمد سلوکی      | دکتر روان‌شناس       |
| حسن پورشیرازی   | معتاد               |
| صدرالدین حجازی  | معتاد               |
| جواد نظری       | گیتاریست            |

## جوایز

### بیست و پنجمین دوره جشنواره فیلم فجر
| بخش                           | نامزد                           | نتیجه    |
| ----------------------------- | ------------------------------- | -------- |
| بهترین بازیگر نقش اول مرد     | بهرام رادان                     | برنده    |
| بهترین موسیقی متن             | اردوان کامکار                   | نامزدشده |
| بهترین فیلم از نگاه تماشاگران | داریوش مهرجویی و فرامرز فرازمند | برنده    |

### دوازدهمین دوره جشن حافظ
| بخش                                 | نامزد                           | نتیجه    |
| ----------------------------------- | ------------------------------- | -------- |
| بهترین فیلم                         | داریوش مهرجویی و فرامرز فرازمند | برنده    |
| بهترین کارگردانی                    | داریوش مهرجویی                  | نامزدشده |
| بهترین بازیگر مرد سینما             | بهرام رادان                     | نامزدشده |
| بهترین فیلمنامه                     | داریوش مهرجویی و وحیده محمدی‌فر  | نامزدشده |
| بهترین موسیقی متن                   | اردوان کامکار و محسن چاووشی     | برنده    |
| بهترین خواننده تیتراژ فیلم یا سریال | محسن چاووشی                     | نامزدشده |